# Списак библијских места
Ово је непотпуна листа места, држава и земља поменутих у Библији. Нека места могу бити наведена два пута са два различита имена. Поменута су само места која имају свој чланак на Википедији.

## А
- Ако
- Акад - Месопотамска држава
- Амонићани - Хананска држава
- Анталија - у Малој Азији
- Антиохија - у Малој Азији
- Арабија - (у библијском времену и до 7. века нове ере у Арабију је спадало само Арабијско полуострво)
- Ашдод
- Ашкелон
- Ашур/Асур - главни град Асиријског царства
- Асирско царство - Месопотамска држава
- Астарот Карнајимски

## Б
- Бал Перазим
- Бабел
- Биршеба
- Бејрут
- Библос - феничанска држава

## В
- Вавилон/Вавилонија - Месопотамска држава
- Витлејем

## Г
- Галилеја
- Галилејско језеро
- Гат
- Газа
- Грузија
- Гетсимански врт
- Голгота
- Гомора
- Грчка
- Гути - држава у Ирану

## Д
- Дамаск - Арамејски град и држава
- Далманута
- Дур-Шарукин - Асирски град

## Е
- Ебла - држава на северу Сирије
- Еден
- Египат
- Елам
- Емаус
- Ефес - грчки град у Малој Азији
- Ербил - Асирски град
- Ериду - Месопотамски града
- Ешнуна - Месопотамски града-државе
- Етиопија

## Ј
- Јафа
- Јерихон
- Јерусалим
- Јерменија - индо-европске краљевина у источној Малој Азији и Јужном Кавказу.
- Јордан
- Јудеја
- Јудејска пустиња

## К
- Касити - држава у Ирану
- Калах/Нимруд - Асирски град
- Кана Галилејска
- Канан - област на источној обали Средоземног мора
- Капернаум
- Кападокија - област у Малој Азији
- Карија - земља у Малој Азији
- Кедронска долина
- Киликија - земља у Малој Азији
- Крим - земља у северном делу Мале Азије
- Комагена - држава у Малој Азији
- Кордуена - држава у централној Малој Азији, Домовина курда
- Киш - Месопотамска град-држава
- Куш - цивилизација која се развила јужно од Древног Египта у Нубији

## Л
- Лаодикија
- Ларса - Месопотамски град
- Либан
- Ликија - земља у Малој Азији
- Лидија - земља у Малој Азији

## М
- Макпела
- Мари - Асирски град
- Магдала - родно место Марије Магдалене
- Мамврејски храст
- Маслинова гора
- Међани - народ у Ирану
- Мегидо
- Мемфис
- Месопотамија - укључујући краљевства Сумера, Акада, Асирије, Вавилона, Халдеје, Осроена и Хатре.
- Миријам
- Моав - Кананска држава

## Н
- Назарет
- Негев
- Нимруд
- Нинива - главни град Асиријског царства

## О
- Осроена

## П
- Патмос
- Палестина
- Палмира - Арамејска држава у Сирији
- Партија - покрајна у Ирану
- Персија - држава у Ирану
- Петра
- Пећина Апокалипсе
- Пећина патријараха
- Планина Сербал
- Пут суза
- Пунт

## С
- Сард
- Самарија - држава самарићана
- Скитија - држава у Малој Азији
- Седам цркава Азије
- Сеир
- Сихем
- Сидон
- Синај
- Синајска гора
- Содома
- Сумер - МесопотамијаМесопотамска држава и регион
- Сирија

## Т
- Тавор
- Тарс
- Тиберијада
- Тијатира

## У
- Угарит - Аморитска државе
- Ума - Месопотамска држава и град
- Ур - Месопотамска држава и град
- Урарту - Хуритска држава на Кавказу
- Урук - Месопотамска држава и град

## Ф
- Филипи

## Х
- Харан - Асирски град
- Халдеја
- Хатуша - главни град Хетитског царства у Малој Азији
- Хазор
- Хеброн
- Хермон
- Хурити држава - држава у Малој Азији

## Ц
- Црвено море

## Ш
- Шпанија